# McCann Erickson
McCann Erickson är ett globalt nätverk av reklambyråer med kontor i fler än 130 länder. McCann är ett dotterbolag till Interpublic Group of Companies, ett av de största holdingbolagen inom reklambranschen och en del av McCann Worldgroup med ett flertal företag i olika branscher. Bland kunderna återfinns General Motors, Ikea, Glaxo Smith Kline, Coca-Cola, Unilever och Sony.
McCann Erickson fick utmärkelsen "Global Agency of the Year" av AdWeek 1998, 1999 och 2000. McCann Erickson ligger bland annat bakom MasterCards kända slogan "There are some things money can't buy. For everything else, there is MasterCard".
I den prisbelönta AMC TV-serien "Mad Men" som handlar om en reklambyrå på 1960-talet i New York är McCann Erickson en konkurrent till reklambyrån Sterling Cooper. Senare är McCann Erickson ägare till Sterling Cooper & Partners.

## Historia
McCann Erickson grundades av Alfred Erickson i New York 1902 och Harrison K. McCann grundade tio år senare H.K. McCann Co. 1930 gick de två företagen samman och bildade McCann Erickson. Då hade McCann öppnat kontor i Paris, Berlin och London. 1935 öppnade man kontor i Buenos Aires och Rio de Janeiro och 1959 följde kontor i Australien och i Asien 1960..

## McCann Stockholm
McCanns svenska verksamhet heter idag McCann Stockholm men hette tidigare Storåkers McCann med reklambyrå på Östermalm i Stockholm och hör till det internationella reklamnätverket McCann Worldgroup.Till deras större kunder hör Nordea, Mastercard, Subway samt Getinge.. 